# Mistel
Inte att förväxla med mispel.
Mistel är det allmänna begreppet för en halvparasitisk trädlevande blomväxt. Den växer på grenarna hos andra vedartade växter. De förs till tre olika besläktade familjer: Loranthaceae, Misodendraceae och Santalaceae (som inkluderar Viscaceae och Eremolepidaceae). Det är också det svenska namnet på den i Sverige förekommande arten Viscum album L. (Santalaceae/Viscaceae), dess korrekta trivialnamn är europeisk mistel. Misteln är en fridlyst växt i Sverige, vilket innebär att man inte får plocka mistel eller skada dess värdträd. I Sverige kan man se mistel bl.a. i Bergianska trädgården i Stockholm, vid SAS huvudkontor Frösundavik i Solna och på många platser runtom i Mälardalen.

## Europeisk mistel
Den i Sverige förekommande misteln är Viscum album. 
Misteln är mycket välkänd för sina många botaniska egendomligheter. Den sprids genom att fåglar äter bären och sedan lämnar sitt träck med fröna i, på det blivande värdträdets grenar. Misteln förekommer endast som en halvparasit på träd, vanligen på grenar och kvistar högt uppe i kronan. Den är i Sverige funnen på 20-talet olika värdträd arter t.ex. lind, hagtorn, vildapel, rönn, lönn och alm. Den växer som en tät rundad buske som syns bäst när trädet är avlövat. Misteln har nämligen vintergröna blad, något som uppfattats som magiskt av tidiga kulturer. I Norden är den mycket sällsynt och påträffas i lövskogsrika trakter i södra Skandinavien, till exempel i östligaste Småland, på Mälaröarna, i sydöstra Norge och i stora antal i och runt Västerås. Speciellt längs Johannisbergsvägen och Norrleden vid Stenby. Linné anträffar rikligt med mistel på Kinnekulle 1746 men redan på 1800-talet har den dött ut där. Sista misteln försvann från Kållandsö och Läckö slott 1919. Eventuellt kan insamling som julpynt och kallare klimat ha spelat in. 
Mistel växer oftast på lind i Sverige (78 % av över 20.000 undersökta mistlar i Sverige). I mellersta Europa är den vanligare och har iakttagits på nära nog vilket slags träd som helst, vissa underarter växer även på barrträd. Att misteln är en snyltväxt framgår av att dess rot genomborrar trädets bark, med en syraetsande[källa behövs] sugpropp, ett s.k haustorium. Detta tar flera år, då trädet aktivt kämpar emot, och skyndsamt förtjockar sin bark[källa behövs] för att hindra parasiten. Om mistelgrodden tar sig igenom barken, (sker bara i ca 5 % av fallen) så tränger sig rötterna mellan barken och veden. Där sänks de likt änterhakar in i vedmassan. Misteln behöver dock bara vatten och salter från sitt värdträd. Den har så mycket klorofyll att dess egen fotosyntes räcker för dess energibehov. Den räknas därför till halvparasiterna. Den gynnas av ljus. Mistelns stamyta är tydligt grön och saknar korklager. Stammen behåller nämligen den tunna överhud som beklädde den under den första sommaren, i åratal. Mistelns utseende är vidare ganska säreget genom de upprepat parvisa, Y-formigt ställda grenarna, som utgår under varje blomställning och bär endast två motsatta blad per gren. Man kan då lätt åldersbestämma en mistel genom att räkna förgreningarna och sedan addera fem år för groningsprocessen. Här i ligger också det orimliga i att göra "en pil av mistel"! Något som förekommer i den Nordiska gudasagan, i myten om dråpet på Asaguden Balder. Sagan har här velat pröva lyssnarens skarpsinne![källa behövs]
Misteln är tvåbyggare, det vill säga hanblommor och honblommor finns hos olika individer. Blommorna är små och ofullständiga. Ståndarna utgörs av en mängd pollensäckar på insidan av hanblommans fyra kalkblad. Honblomman har utom de fyra hyllebladen en liten uppstående kant, som motsvarar foderblad, och en pistill, vars fruktämne inte är tydligt utbildat, för det ensamma fröämnet ligger inbäddat i blomaxelns spets. Dessa små blommor sitter oftast tre och tre i små knippen. De har ockragul färg som i synnerhet hos hanblommorna är ganska livlig, och äpplelik doft. Eftersom växten blommar tidigt på våren, då dess värdträd ännu står bladlöst, är denna enkla blomma tillräcklig för att locka insekter som småbin, humlor och flugor. 
Frukten är ett klotrunt, vitt eller grönvitt, transparent bär med ett enda, tillplattat frö och mycket klibbigt kött, rikt på viscin, ett klibbigt slem som fäster fröet säkert vid trädets bark, då en fågel äter bäret och avstryker fröet på grenen. Detta slem har historiskt använts till fågellim, och det har därför sagts, att fåglarna i detta fall plantera sitt eget fördärv. Viscinet är också vattenabsorberande och skyddar fröet mot uttorkning. Mistelns frö innehåller ofta mer än en grodd. Det går inte att plantera mistelfrön i jord.
Misteln anses vara mycket giftig men giftets verkan är osäker.

## Misteln i kulturen
Mistel är Västmanlands landskapsblomma. I den nordiska mytologin berättas hur Balder blev dödad av en pil gjord av en mistel. 
Misteln har även spelat en viktig roll inom medicinen där man hävdat att den har förmågan att skydda mot vissa slags sjukdomar och plågor samt verkar blodtryckssänkande. De keltiska druiderna använde mistel mot bland annat epilepsi. Misteln betraktades som helig av de gamla kelterna, och deras druid-präster skördade den efter en invecklad ritual . Heligast var mistel som växte på ek. Den fick endast skördas av en druid-präst utrustad med en skära av guld. Skörden fick dessutom endast ske i fullmånens sken. Då skulle en medföljande jungfru breda ut ett vitt lakan på marken, då misteln inte fick tappa sin "magiska kraft". Mistelns klibbiga fruktkött är inte helt olikt mänsklig sädesvätska, vilket naturligtvis satt folksinnet i rörelse i alla tider. Ett barn som avlats under ett mistelträd under fullmåne, ansågs bli ovanligt klokt och få synska förmågor som vuxen. Det är dessutom tillsammans med Järneken vårt enda året runt gröna bladväxt. Något som alltid tolkats som att dessa växter ägde särskild magisk livskraft. 
Till julfirandet hör även den urgamla seden att två personer som står under en mistel skall kyssa varandra. Detta är ett eko av tidigare fruktbarhetsriter, seden upptogs igen i England på 1800-talet, då Charles Dickens nämner denna tradition, i en av sin romaner. 
Vi finner än idag Järnek och Mistel avbildade på våra julkort, en önskan om livets återkomst och god skörd och livskraftiga husdjursbestånd. Även om vi moderna människor inte alltid ser sambandet i vår tid och framför allt uppfattar det som "julpynt".

## Bildgalleri

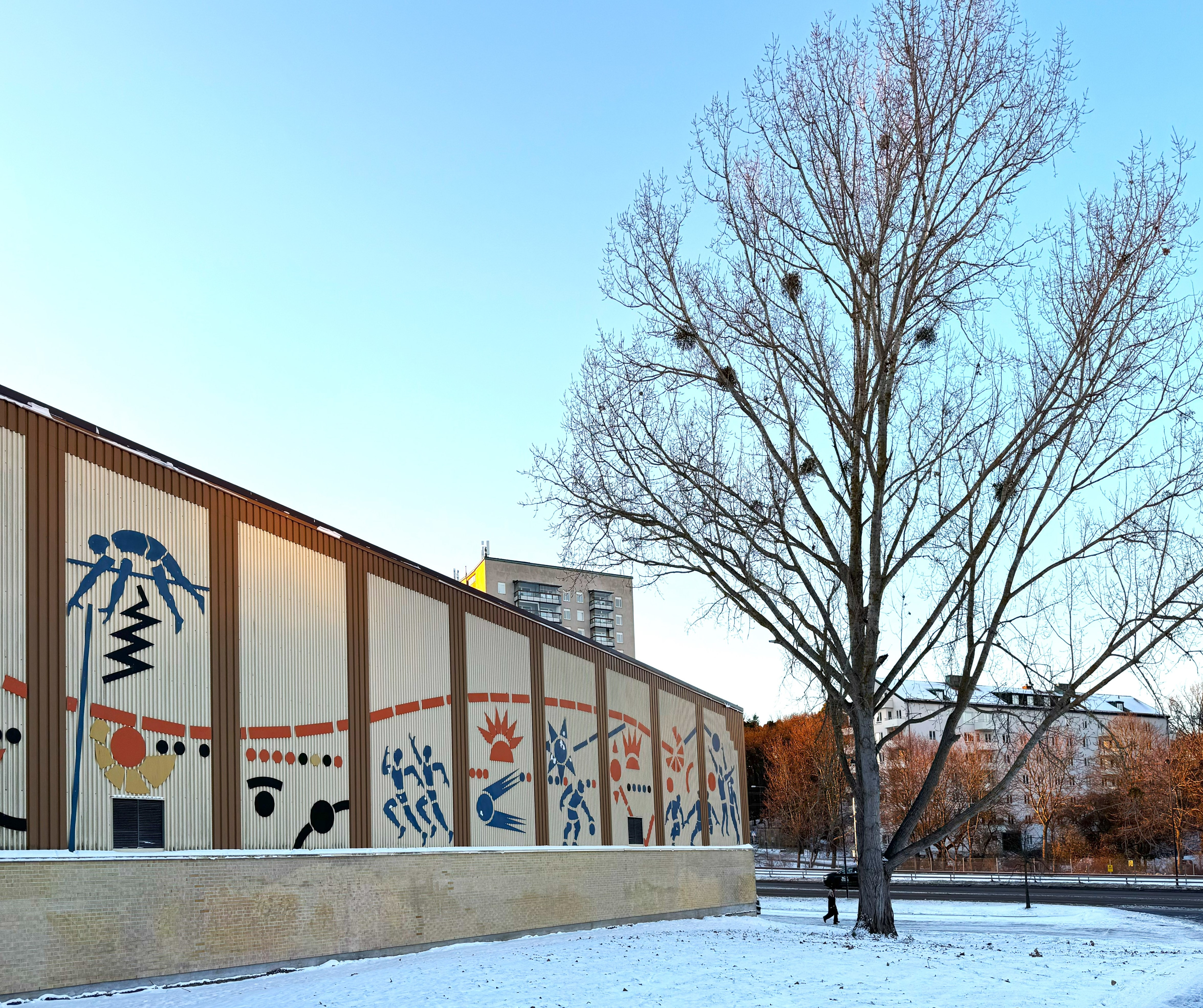
Mistlar utanför Solnahallen
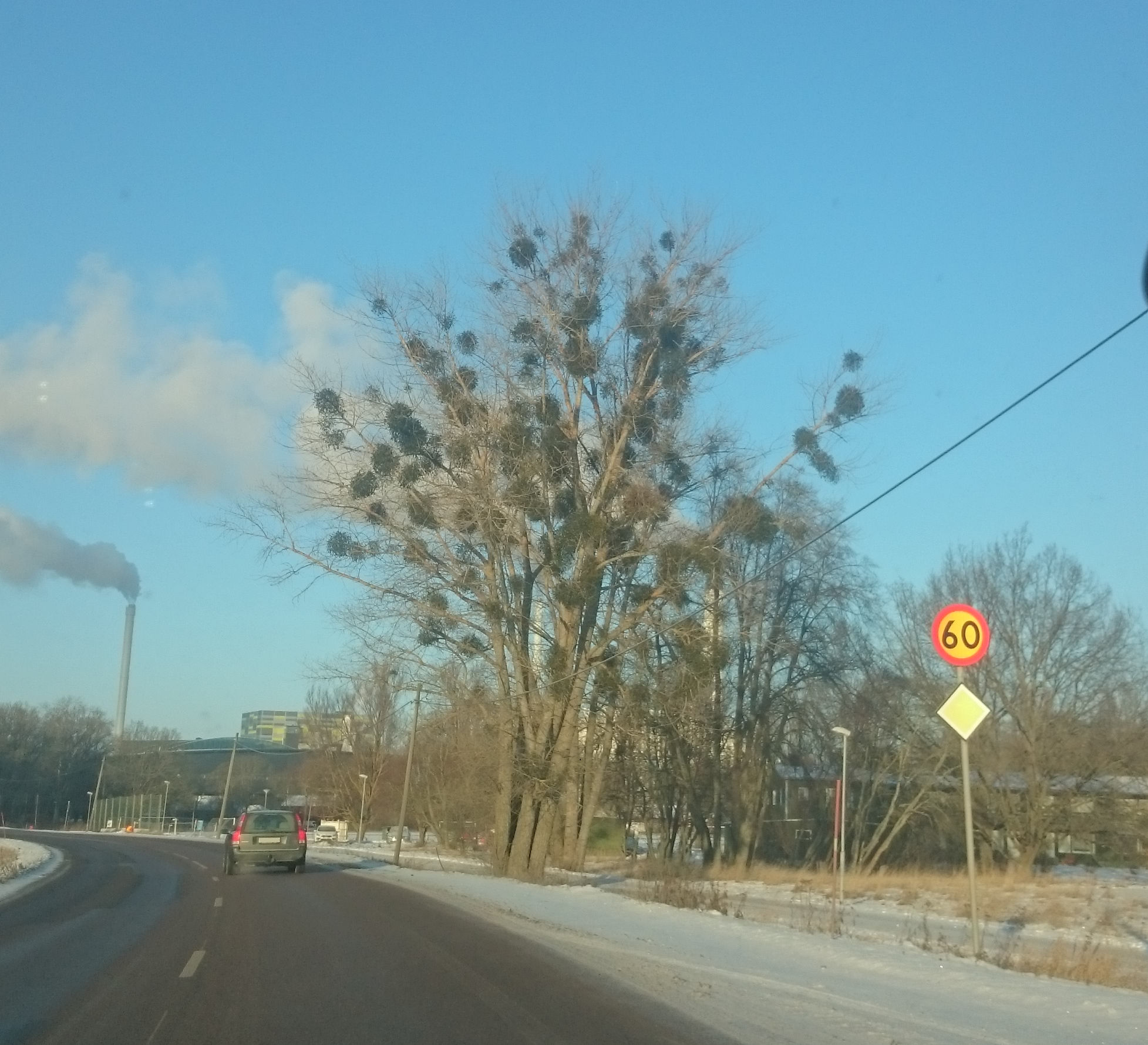
Mistlar i träd vid Johannisbergsvägen i Västerås.
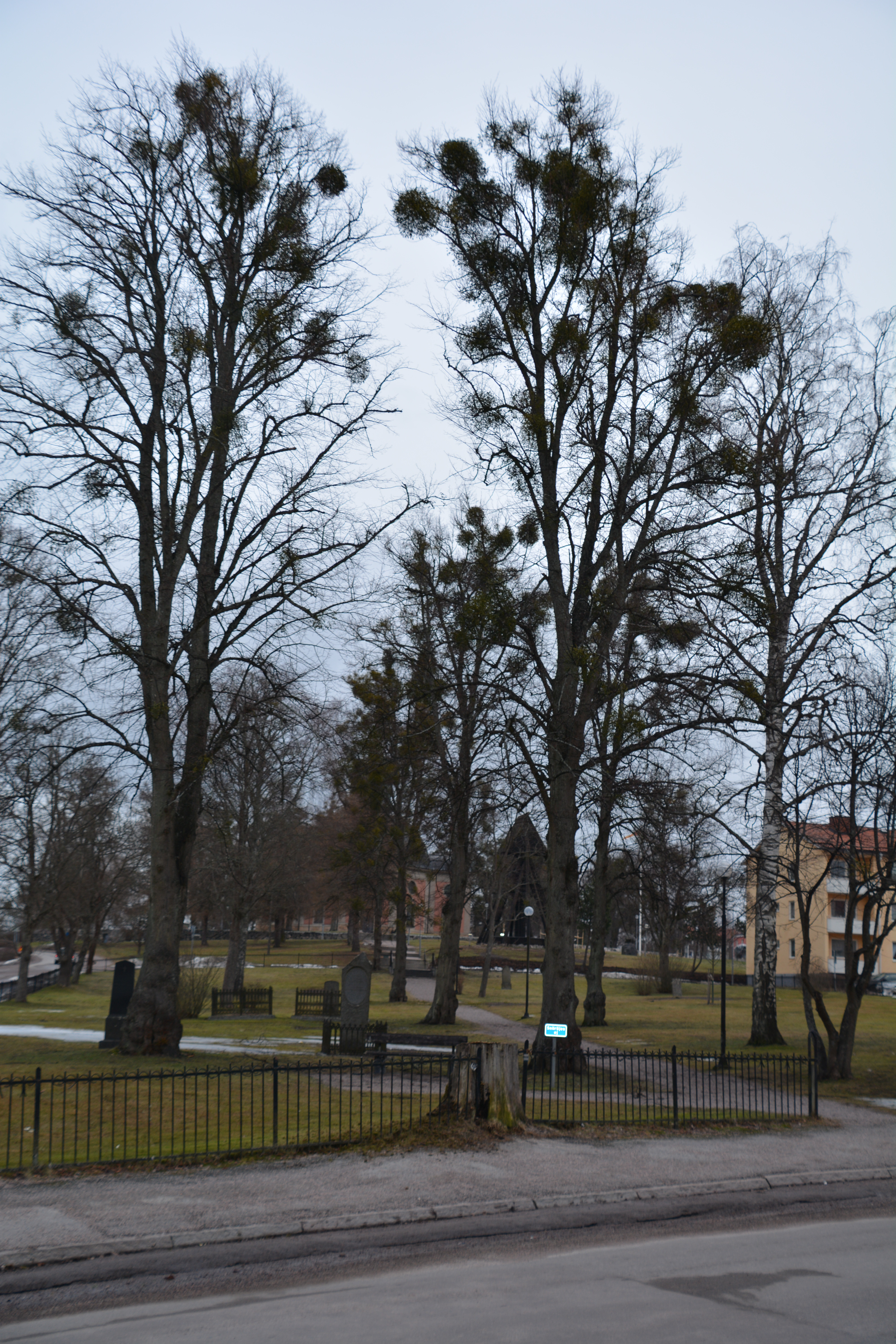
Mistlar vid Kungsörs kyrka
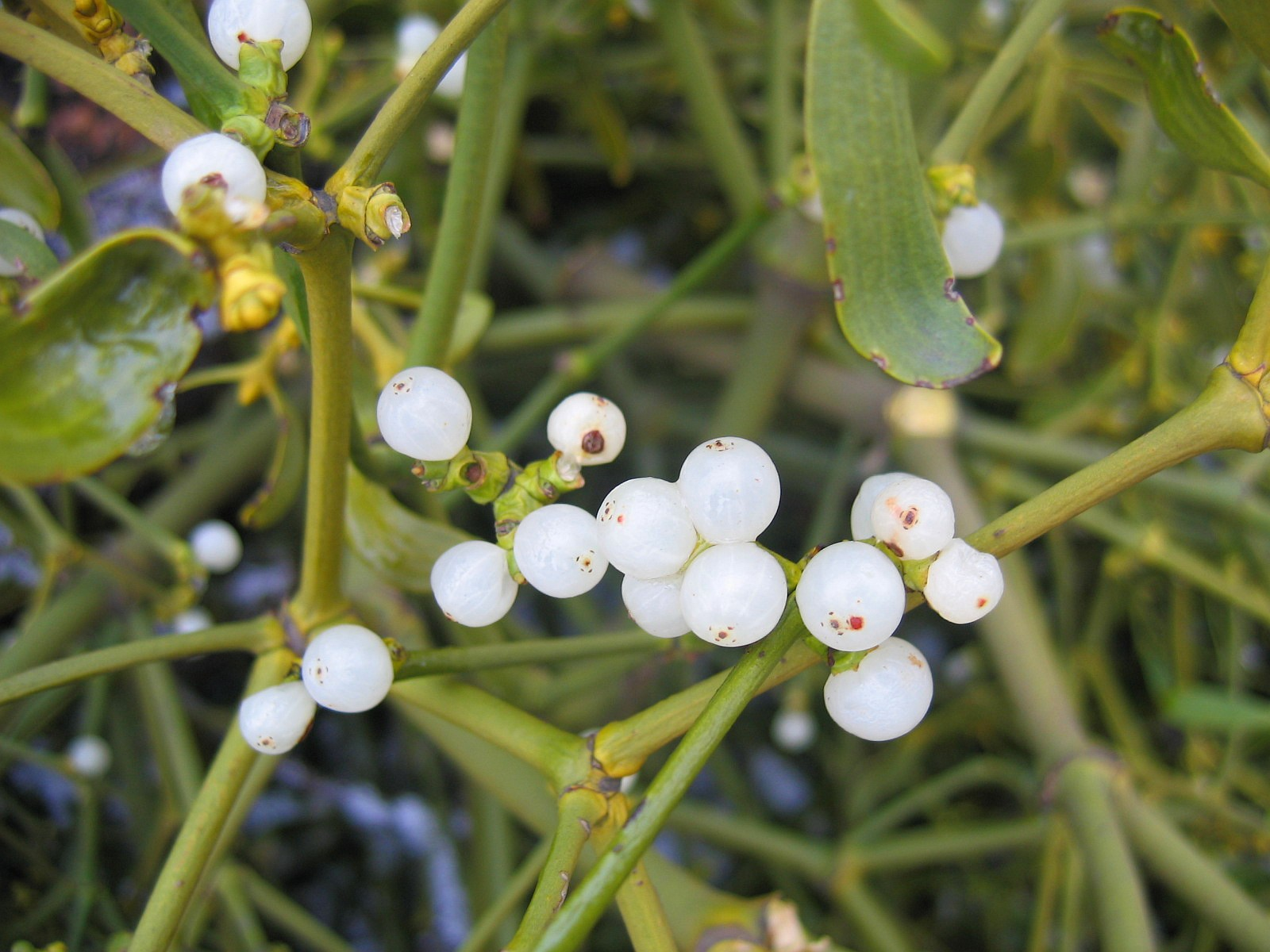
Frukt från underarten album, Polen.
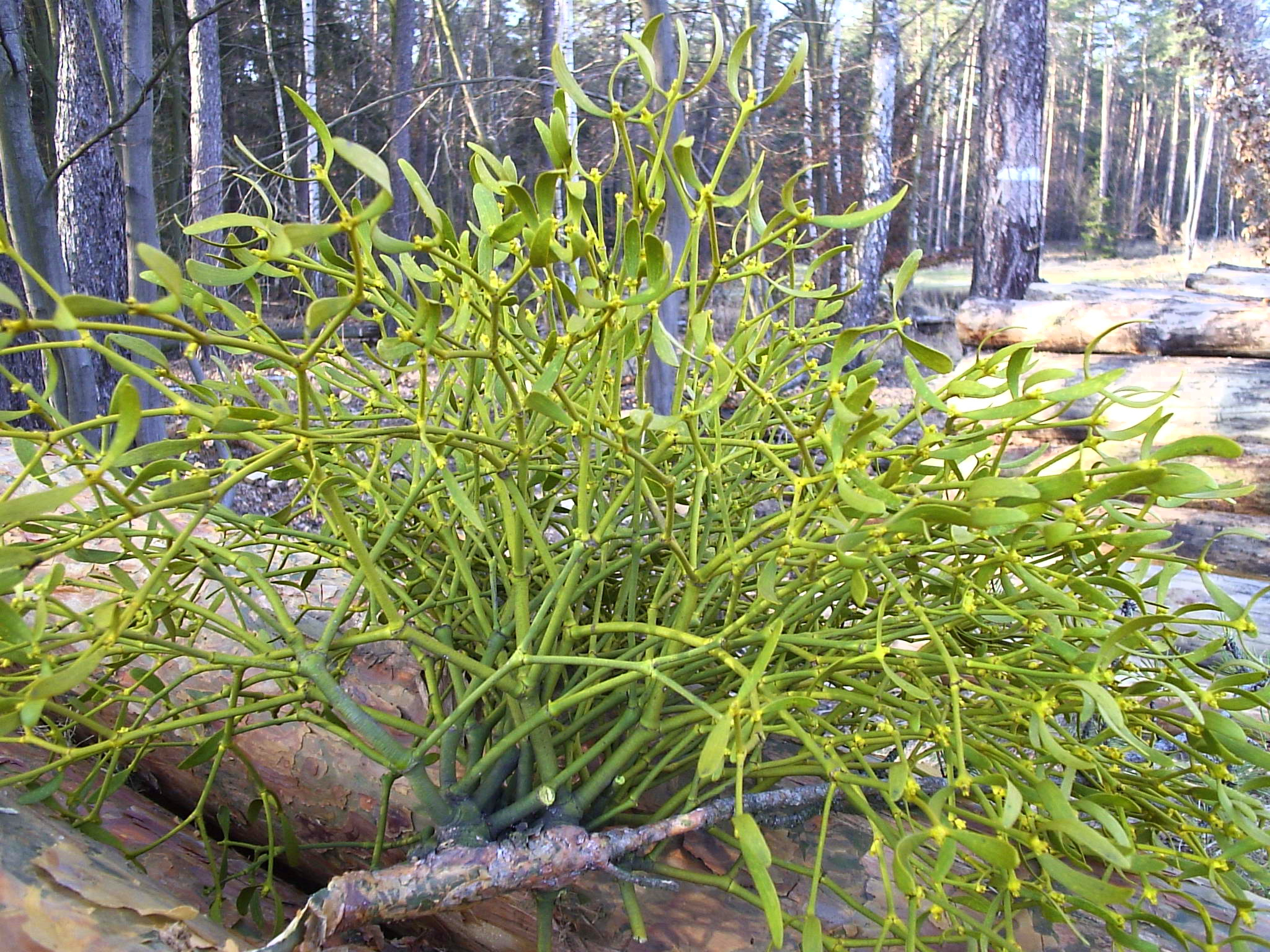
Underarten austriacum växandes på Pinus sylvestris, Polen.
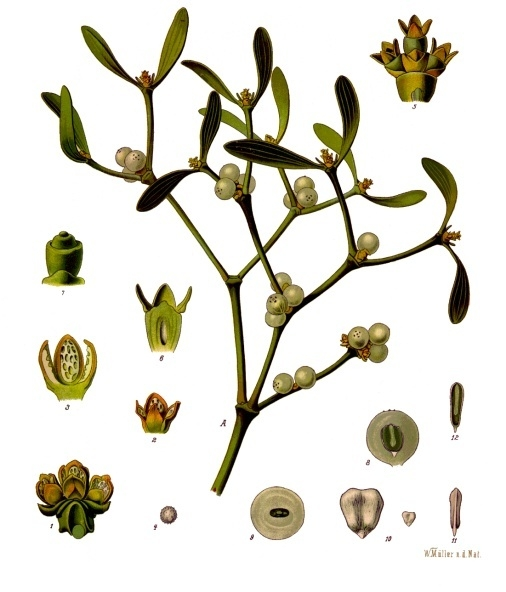
1800-talsillustration av Köhler.
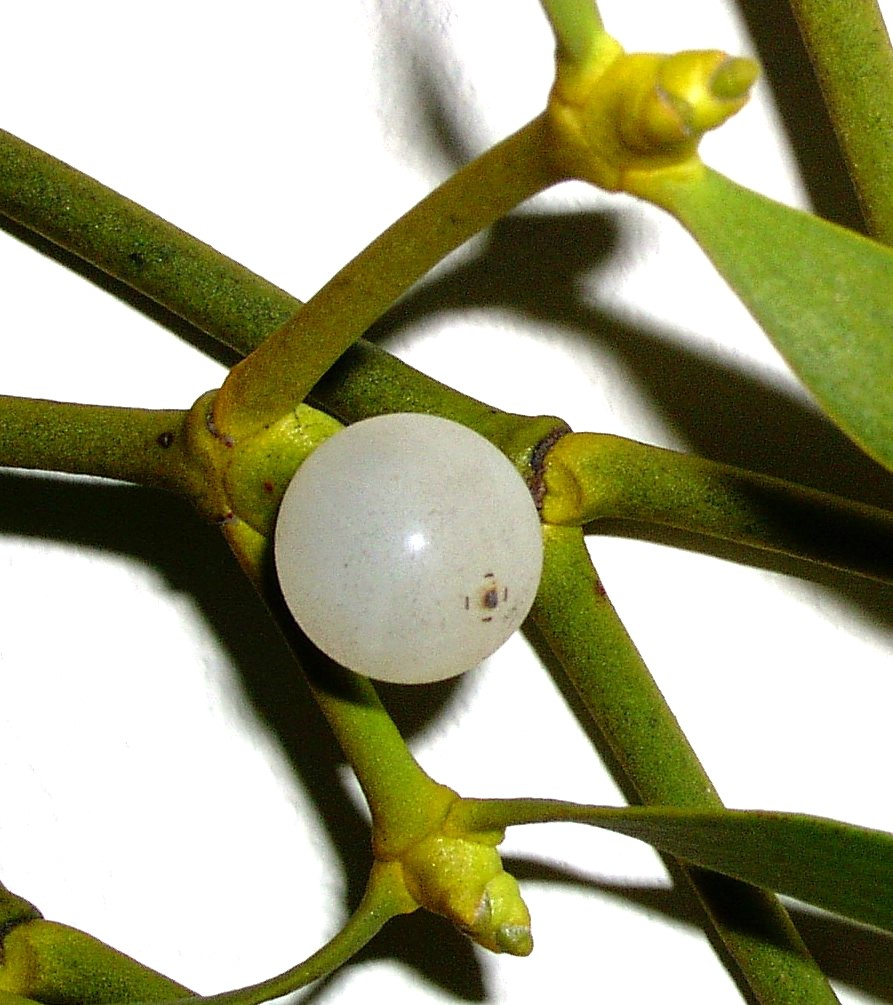
Frukt från underarten album, närbild.